# Марія Кароліна Бурбон-Сицилійська (1822—1869)
Марі́я Каролі́на Авгу́ста Бурбо́н-Сицилі́йська (італ. Maria Carolina Augusta di Borbone, Maria Carolina Augusta delle Due Sicilie), ( 26 квітня 1822 —  6 грудня 1869) — сицилійська принцеса з династії Бурбонів, донька Леопольдо де Бурбона, принца Салерно, та австрійської ерцгерцогині Марії Клементини, дружина принца Генріха Орлеанського, який носив титул герцога Омальського.
Після революції 1848 року мешкала із родиною у Великій Британії.

## Біографія

### Ранні роки

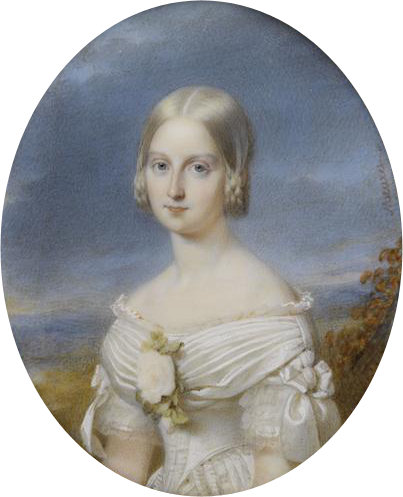
Портрет роботи Ф. Море, близько 1845, музей Конде

Народилась 26 квітня 1822 року у Відні. Була єдиною вижившею з чотирьох дітей принца Салерно Леопольда та його дружини Марії Клементини Австрійської. Хрещеною матір'ю новонародженої стала імператриця Кароліна Августа. В родинному колі дівчинку кликали Ліна. Від народження мешкала у Відні, де проживали її батьки. Від'їхала до Неаполю вже підлітком, будучи представленою австрійському двору. У королівстві Обох Сицилій проживала з сім'єю у столичному палаццо Салерно.
З потенційних кандидатів у наречені батьки дівчини обрали Генріха де Бурбона, сина короля Франції Луї-Філіпа I, який справив сприятливе враження під час свого візиту до сицилійського двору. Перемовини про шлюб почалися у серпні 1844 року, а 17 вересня було офіційно оголошено про заручини пари. Наречений погодився на шлюб через сильний тиск з боку сім'ї. Союз був не через кохання, однак з часом Марія Кароліна здобула любов і повагу чоловіка. Після ж заручин, у листі до свого вчителя, принц Орлеанський писав, що дівчина «не є гарною, але в ній немає нічого неприємного». Кювьє-Флері погоджувався з вихованцем, додаючи, що вона має «вишукану зовнішність».

### Шлюб
25 листопада 1844 у Неаполі відбулося вінчання 22-річної Марії Кароліни з Генріхом Орлеанським, її однолітком. Громадянська реєстрація пройшла у Королівському палаці. Столиця Обох Сицилій була обрана за проханням нареченого, родина принцеси віддала б перевагу святкуванню у Парижі. Наречена отримала 517 000 золотих франків посагу. Урочистості тривали більше двох тижнів, але вже 2 грудня молодята морем від'їхали до Тулону. Невдовзі вони прибули до Парижу, де на них чекав урочистий прийом. У палаці Тюїльрі парі були виділені покої.

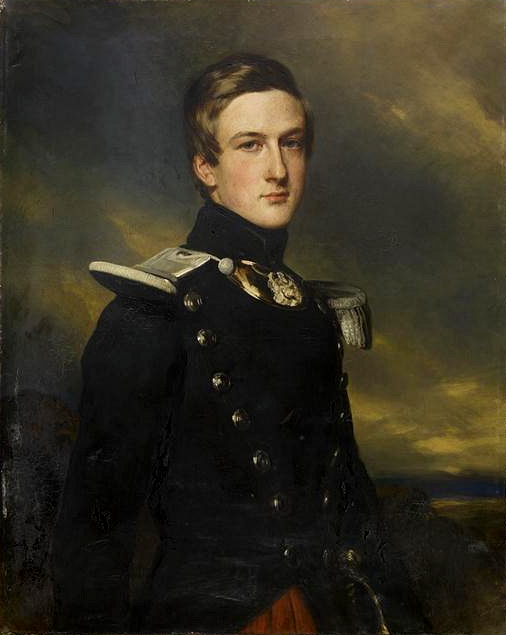
Герцог Омальський на портреті пензля Ф. К. Вінтерхальтера, близько 1840, музей Конде

Перші місяці 1845 року були для Марії Кароліни заповнені церемоніальними обов'язками на офіційних заходах, таких як бали, театральні вистави або зустрічі з аристократією. Сучасники змальовували жінку люб'язною та дотепною. Вона та герцог Омальський отримали можливість краще пізнати один одного, що добре позначилося на їхніх стосунках. Протягом усього спільного життя принцеса була вірною та відданою дружиною, яка ніколи не висувала претензій, а її чарівні манери, лагідність і доброта завоювали любов родини чоловіка.
У травні 1845 року пара переїхала до замку Шантійї, який Генріх успадкував  у 1830 році у складі величезних статків від свого хрещеного батька принца де Конде. Приватні покої подружжя розташовувалися на першому поверсі Маленького замку. У 1844 році герцог замовив їхній розпис ілюстратору Ежену Ламі, роботи тривали до 1848 року. Окрім іншого, для Марії Кароліни був виділений будуар круглої форми, обтягнутий зеленою тканиною.
На момент переїзду Марія Кароліна була вагітна первістком. У листопаді в Сен-Клу з'явився перший син подружжя. Всього герцогиня народила восьмеро дітей, з яких живими були четверо синів:
- Луї Філіп (1845—1866) — принц де Конде, сподівався одружитися зі своєю кузиною Маргаритою Орлеанською,[5] одруженим не був, дітей не мав;
- Анрі (11 вересня—10 жовтня 1847) — прожив 1 місяць;
- Франсуа (11 січня—15 квітня 1852) — прожив 4 місяці;
- Франсуа Луї (1854—1872) — герцог де Гіз, одруженим не був, дітей не мав.

Наприкінці вересня 1847 року герцог Омальський був призначений генерал-губернатором Алжиру, до цього він також брав участь у завоюванні земель. Марія Кароліна долучилася до чоловіка. Губернаторською резиденцією слугував палац Дар Хассан Паша, розташований у Касбі Алжиру. Втім, вже у лютому 1848 року, після зречення Луї-Філіпа, принц залишив посаду, і сімейство невдовзі виїхало до Великої Британії.

### Вигнання
Спочатку мешкали у Клермонт-Хаусі у графстві Суррей, разом із Луї-Філіпом та Марією Амелією. Батько Генріха пішов з життя у серпні 1850 року. У 1851 році, після смерті принца Салерно, до них приєдналася матір Марії Кароліни. Генріх певний час вів боротьбу за отримання успадкованих коштів та посагу дружини. Герцогиня продала частину своїх коштовностей, аби забезпечити потреби сім'ї. Зрештою, арешт активів Орлеанського дому було знято.

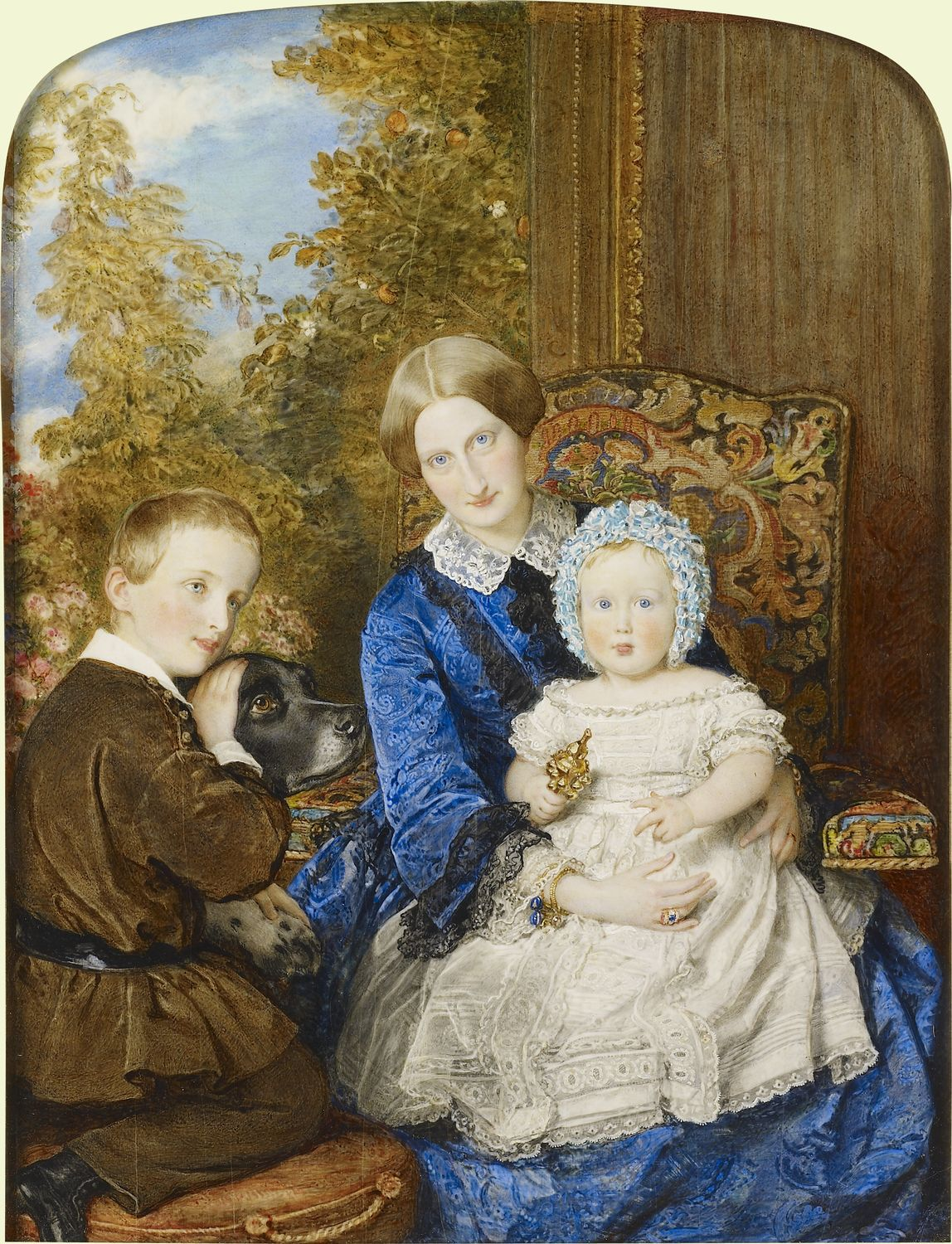
Марія Кароліна з дітьми, портрет В. Ч. Росса, близько 1854—1855 років

У 1852 році родина через Куттс банк придбала маєток зі ставком, садом і виноградниками у Твікенгемі, неподалік Лондону. Садиба мала назву Орлеанський дім, оскільки на початку століття там мешкав сам Луї-Філіп. До нової домівки в'їхали у квітні того ж року. За бажанням Генріха, відповідно його схильностей, на території були створені бібліотека, картинна галерея та велика конюшня. Із Франції він вивіз велику колекцію книг, а також шедеврів мистецтва. Між іншим, вона включала дві картини Рафаеля та твори французької та італійської шкіл. Обставили будинок меблями із Шантійї, які також вдалося вивезти. В інтер'єрі, окрім іншого, були представлені військові трофеї герцога та картини з Північної Африки. Слугами переважно були французи. Колишній прем'єр-міністр Франції Франсуа Гізо, який теж був змушений виїхати до Англії писав про Генріха Орлеанського: «Він багатий, він працьовитий (…) дуже добре помітний у великому англійському світі… Серед Орлеанських принців він єдиний, чиє життя добре влаштоване, і хто керує ним».
В будинку влаштовувались бали, прийоми, концерти та численні свята, у тому числі «грандіозний базар» для допомоги французьким біженцям, про що писали «Ілюстровані новини Лондону».
І діти, і батьки потоваришували з місцевими жителями. Близьким другом сім'ї стала графиня Вальдегрейв зі Стобері-Хіл Хаус. Марія Кароліна також товаришувала з самою королевою Вікторією. Світські заходи в Орлеанському домі відвідували як англійські, так і французькі знайомі, включаючи численних родичів Орлеанського дому.
Подружжя брало активну участь у житті місцевої громади. Так, у 1862 році Марія Кароліна відкривала нові будівлі школи на Ам'янд Парк Роуд. Журналіст Генрі Рів бачився із герцогинею і згадував про це: «Я гуляв із герцогинею цілу годину. Вона та її служниця була в Річмонді пішки; потрапили під дощ і наполовину потонули у багнюці. Є щось гротескне у картині неаполітанської принцеси, яка в Неаполі жодного разу не ступала на землю, і місить бруд дороги Мідлесекса».

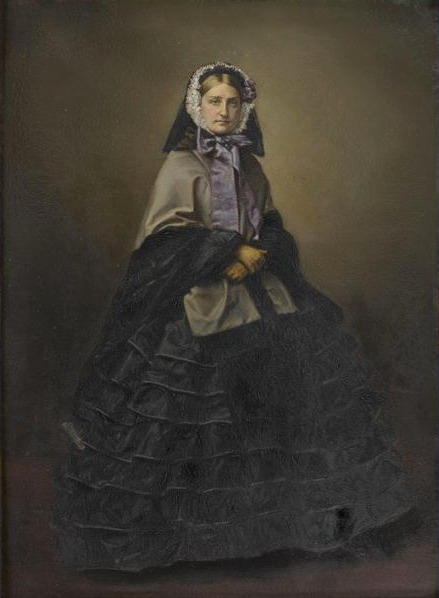
Портрет герцогині Омальської пензля Л. Галле, 1870, музей Конде

Близько 1853 році герцог придбав також маєтність Зукко на Сицилії площею 3300 га землі, засаджену виноградниками та оливковими гаями, із будівлею, згодом ним розширеною та названою палаццо Омальське. Від 1857 року подружжя мало також у своєму розпорядженні маєток Вуд Нортон Холл у графстві Вустершир, де Марія Кароліна насолоджувалася сільським життям.
У січні 1858 року разом із матір'ю та чоловіком була присутньою на прийомі з приводу весілля Королівської принцеси зі спадкоємцем німецького трону.
Після втрати старшого сина у травні 1866 року перебувала у глибокій депресії, з якої так і не вийшла. Втім, тепло вітала в родині дружину небожа, Софію Баварську. Молода жінка важко переносила англійський клімат, і подружжя Омальських запросило її до свого палаццо в Палермо, яким володіло після смерті матері герцога.
6 грудня 1869, після шести тижнів хвороби на респіраторну інфекцію, Марія Кароліна померла від тромбоемболії легеневої артерії. Усвідомлюючи свій стан, напередодні запросила священника. Королева Вікторія особисто прибула до Твікенгему, аби принести свої співчуття. 10 грудня герцогиню поховали у католицькій каплиці Вейбриджу. 1876 року прах було перенесено до Королівської каплиці в Дре.
У 1895 році герцог Омальський презентував смарагдове намисто та тіару Марії Кароліни, виготовлені близько 1850 року, своїй небозі та хрещениці Єлені як подарунок до її весілля з герцогом Аостським.

## Нагороди
- Благородний орден Зоряного хреста (Австрійська імперія) (14 вересня 1839);
- Орден Королеви Марії Луїзи № 410[19] (Іспанія) (19 жовтня 1846).

## Титули
- 26 квітня 1822 – 25 листопада 1844 — Її Королівська Високість Принцеса Марія Кароліна Обох-Сицилійська;
- 25 листопада 1844 — 6 грудня 1869 — Її Королівська Високість Герцогиня Омальська, Принцеса Орлеанська.

## Генеалогія
| Карл III | Карл III | Карл III | Карл III | Карл III    | Карл III    |             |             | Марія Амалія Саксонська | Марія Амалія Саксонська | Марія Амалія Саксонська | Марія Амалія Саксонська | Марія Амалія Саксонська      | Марія Амалія Саксонська      |                              |                              | Франц I                      | Франц I                      | Франц I | Франц I | Франц I                    | Франц I                    |                            |                            | Марія Терезія              | Марія Терезія              | Марія Терезія | Марія Терезія | Марія Терезія  | Марія Терезія |  |  | Леопольд II | Леопольд II | Леопольд II | Леопольд II | Леопольд II | Леопольд II |          |          | Марія Луїза Іспанська | Марія Луїза Іспанська | Марія Луїза Іспанська | Марія Луїза Іспанська | Марія Луїза Іспанська        | Марія Луїза Іспанська        |                              |                              | Фердинанд I                  | Фердинанд I                  | Фердинанд I | Фердинанд I | Фердинанд I                  | Фердинанд I                  |                              |                              | Марія Кароліна Австрійська   | Марія Кароліна Австрійська   | Марія Кароліна Австрійська | Марія Кароліна Австрійська | Марія Кароліна Австрійська | Марія Кароліна Австрійська |  |  |
| Карл III | Карл III | Карл III | Карл III | Карл III    | Карл III    |             |             | Марія Амалія Саксонська | Марія Амалія Саксонська | Марія Амалія Саксонська | Марія Амалія Саксонська | Марія Амалія Саксонська      | Марія Амалія Саксонська      |                              |                              | Франц I                      | Франц I                      | Франц I | Франц I | Франц I                    | Франц I                    |                            |                            | Марія Терезія              | Марія Терезія              | Марія Терезія | Марія Терезія | Марія Терезія  | Марія Терезія |  |  | Леопольд II | Леопольд II | Леопольд II | Леопольд II | Леопольд II | Леопольд II |          |          | Марія Луїза Іспанська | Марія Луїза Іспанська | Марія Луїза Іспанська | Марія Луїза Іспанська | Марія Луїза Іспанська        | Марія Луїза Іспанська        |                              |                              | Фердинанд I                  | Фердинанд I                  | Фердинанд I | Фердинанд I | Фердинанд I                  | Фердинанд I                  |                              |                              | Марія Кароліна Австрійська   | Марія Кароліна Австрійська   | Марія Кароліна Австрійська | Марія Кароліна Австрійська | Марія Кароліна Австрійська | Марія Кароліна Австрійська |  |  |
|          |          |          |          |             |             |             |             |                         |                         |                         |                         |                              |                              |                              |                              |                              |                              |         |         |                            |                            |                            |                            |                            |                            |               |               |                |               |  |  |             |             |             |             |             |             |          |          |                       |                       |                       |                       |                              |                              |                              |                              |                              |                              |             |             |                              |                              |                              |                              |                              |                              |                            |                            |                            |                            |  |  |
|          |          |          |          | Фердинанд I | Фердинанд I | Фердинанд I | Фердинанд I | Фердинанд I             | Фердинанд I             |                         |                         |                              |                              |                              |                              |                              |                              |         |         | Марія Кароліна Австрійська | Марія Кароліна Австрійська | Марія Кароліна Австрійська | Марія Кароліна Австрійська | Марія Кароліна Австрійська | Марія Кароліна Австрійська |               |               |                |               |  |  |             |             |             |             | Франц II    | Франц II    | Франц II | Франц II | Франц II              | Франц II              |                       |                       |                              |                              |                              |                              |                              |                              |             |             | Марія Терезія Неаполітанська | Марія Терезія Неаполітанська | Марія Терезія Неаполітанська | Марія Терезія Неаполітанська | Марія Терезія Неаполітанська | Марія Терезія Неаполітанська |                            |                            |                            |                            |  |  |
|          |          |          |          | Фердинанд I | Фердинанд I | Фердинанд I | Фердинанд I | Фердинанд I             | Фердинанд I             |                         |                         |                              |                              |                              |                              |                              |                              |         |         | Марія Кароліна Австрійська | Марія Кароліна Австрійська | Марія Кароліна Австрійська | Марія Кароліна Австрійська | Марія Кароліна Австрійська | Марія Кароліна Австрійська |               |               |                |               |  |  |             |             |             |             | Франц II    | Франц II    | Франц II | Франц II | Франц II              | Франц II              |                       |                       |                              |                              |                              |                              |                              |                              |             |             | Марія Терезія Неаполітанська | Марія Терезія Неаполітанська | Марія Терезія Неаполітанська | Марія Терезія Неаполітанська | Марія Терезія Неаполітанська | Марія Терезія Неаполітанська |                            |                            |                            |                            |  |  |
|          |          |          |          |             |             |             |             |                         |                         |                         |                         |                              |                              |                              |                              |                              |                              |         |         |                            |                            |                            |                            |                            |                            |               |               |                |               |  |  |             |             |             |             |             |             |          |          |                       |                       |                       |                       |                              |                              |                              |                              |                              |                              |             |             |                              |                              |                              |                              |                              |                              |                            |                            |                            |                            |  |  |
|          |          |          |          |             |             |             |             |                         |                         |                         |                         | Леопольд Бурбон-Сицилійський | Леопольд Бурбон-Сицилійський | Леопольд Бурбон-Сицилійський | Леопольд Бурбон-Сицилійський | Леопольд Бурбон-Сицилійський | Леопольд Бурбон-Сицилійський |         |         |                            |                            |                            |                            |                            |                            |               |               |                |               |  |  |             |             |             |             |             |             |          |          |                       |                       |                       |                       | Марія Клементина Австрійська | Марія Клементина Австрійська | Марія Клементина Австрійська | Марія Клементина Австрійська | Марія Клементина Австрійська | Марія Клементина Австрійська |             |             |                              |                              |                              |                              |                              |                              |                            |                            |                            |                            |  |  |
|          |          |          |          |             |             |             |             |                         |                         |                         |                         | Леопольд Бурбон-Сицилійський | Леопольд Бурбон-Сицилійський | Леопольд Бурбон-Сицилійський | Леопольд Бурбон-Сицилійський | Леопольд Бурбон-Сицилійський | Леопольд Бурбон-Сицилійський |         |         |                            |                            |                            |                            |                            |                            |               |               |                |               |  |  |             |             |             |             |             |             |          |          |                       |                       |                       |                       | Марія Клементина Австрійська | Марія Клементина Австрійська | Марія Клементина Австрійська | Марія Клементина Австрійська | Марія Клементина Австрійська | Марія Клементина Австрійська |             |             |                              |                              |                              |                              |                              |                              |                            |                            |                            |                            |  |  |
|          |          |          |          |             |             |             |             |                         |                         |                         |                         |                              |                              |                              |                              |                              |                              |         |         |                            |                            |                            |                            |                            |                            |               |               |                |               |  |  |             |             |             |             |             |             |          |          |                       |                       |                       |                       |                              |                              |                              |                              |                              |                              |             |             |                              |                              |                              |                              |                              |                              |                            |                            |                            |                            |  |  |
|          |          |          |          |             |             |             |             |                         |                         |                         |                         |                              |                              |                              |                              |                              |                              |         |         |                            |                            |                            |                            |                            |                            |               |               | Марія Кароліна |               |  |  |             |             |             |             |             |             |          |          |                       |                       |                       |                       |                              |                              |                              |                              |                              |                              |             |             |                              |                              |                              |                              |                              |                              |                            |                            |                            |                            |  |  |